# Austrochorina
Austrochorina là một chi bọ cánh cứng trong họ Chrysomelidae.
Chi này được Bechyne miêu tả khoa học năm 1963.

## Các loài
Chi này gồm các loài:
- Austrochorina consularis (Clark, 1865)